# Selpin
Selpin ist eine Gemeinde im Landkreis Rostock in Mecklenburg-Vorpommern (Deutschland). Sie wird vom Amt Tessin mit Sitz in der gleichnamigen Stadt verwaltet.

## Geografie
Die Gemeinde Selpin liegt in flachwelligem Gelände südöstlich der oberen Recknitz im Quellgebiet der Warbel, eines kleinen Flüsschens, das in östlicher Richtung zur Trebel fließt. Das gesamte Gemeindegebiet von Selpin ist Teil des Landschaftsschutzgebietes Wesselstorf. Selpin liegt in einem Dreieck zwischen den Kleinstädten Tessin, Laage und Gnoien.
Umgeben wird Selpin von den Nachbargemeinden Tessin im Norden, Walkendorf im Osten, Wardow im Süden sowie Cammin im Westen.
Zu Selpin gehören die Ortsteile Drüsewitz, Reddershof, Vogelsang, Wesselstorf und Woltow. Nahe bei Drüsewitz befand sich der NVA-Hauptgefechtsstand Tessin. Außerdem gibt es die Gemarkung Wilhelmshof, in der früher auch ein gleichnamiger Ortsteil lag. Davon zeugen heute nur noch einige wenige Mauerreste.

## Geschichte
Selpin wurde erstmals 1399 urkundlich erwähnt. Im Dorf existierte bis 1929 ein 500 Hektar großes Gut. Nach mehreren Besitzerwechseln wurde 1929 das Gut aufgesiedelt, es entstanden 14 Bauernhöfe.
Reddershof hieß vor 1860 Neuhof und war eine Meierei des Gutes Selpin, die zum Hauptgut Reddershof wurde. Letzter Besitzer war bis 1945 die Familie von Henke. Am 1. Juli 1950 wurden die bis dahin eigenständigen Gemeinden Reddershof und Woltow in die Gemeinde Selpin eingegliedert.
Wesselstorf war eines der letzten Güter, welches die uradelige Familie von Bassewitz für ihr Besitztum erwarb. Einer ihrer ersten Vertreter vor Ort war Graf Henning von Bassewitz (1839–1880), Hofmarschall. Das Rittergut hatte 1928 einen Umfang von 550 ha, und das dazugehörige Rittergut Drüsewitz mit Christianenhof 262 ha. Letzter Gutsherr war Henning-Friedrich Graf von Bassewitz (1871–1945) aus der Familienlinie Prebberede.

## Sehenswürdigkeiten
- Gutshaus mit Park in Wesselstorf
- Gutshaus mit Park in Woltow
- Burgwall Reddershof

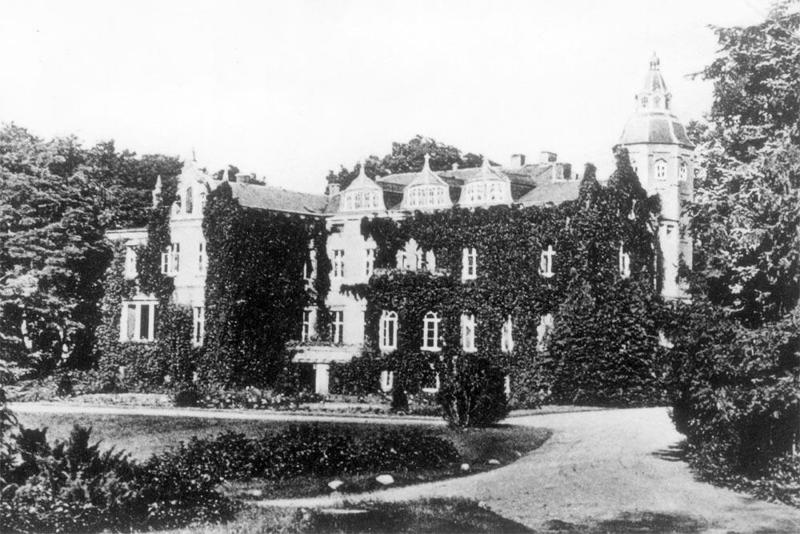
Gutshaus Wesselstorf

- Friedhof Drüsewitz (sogenannter Cholerafriedhof)

→ Siehe auch Liste der Baudenkmale in Selpin

## Wirtschaft und Infrastruktur
Selpin liegt in einem landwirtschaftlich geprägten Gebiet von Mecklenburg-Vorpommern. Derzeit gibt es in der Gemeinde neben Landwirtschaftsbetrieben auch mehrere mittelständische Unternehmen des handwerklichen Gewerbes.
Die Gemeinde verfügt über eine gut ausgebaute Infrastruktur. Selpin wird von der Bundesautobahn 20 durchquert, der nächste Anschluss ist Tessin. Die Anschlussstelle Laage der Bundesautobahn 19 ist 23 Kilometer entfernt. Der nächste Bahnhof befindet sich in etwa 10 km Entfernung in Tessin.
Das Straßennetz der Gemeinde ist Anfang der 2000er Jahre nahezu komplett erneuert worden. Seit dem Jahr 2021 verfügt die Gemeinde über ein leistungsfähiges Glasfasernetz zur Anbindung an das Internet. Außerdem wurde ein zusätzlicher Funkturm errichtet, der die Versorgung mit mobilen Diensten deutlich verbessert hat. 
In der Gemeinde befindet sich eine moderne Kindertagesstätte. Die Freiwillige Feuerwehr hat zahlreiche aktive Mitglieder.

## Persönlichkeiten
- Paul Moennich (* 1855 in Drüsewitz; † 1943 in Rostock), Physiker, Maler und Fotograf.